# Margites rufipennis
Margites rufipennis är en skalbaggsart som först beskrevs av Maurice Pic 1923.  Margites rufipennis ingår i släktet Margites och familjen långhorningar.
Artens utbredningsområde är Laos. Inga underarter finns listade i Catalogue of Life.